# István Lanstyák
István Lanstyák (* 13. Juli 1959 in Lučenec) ist ein ungarischer Sprachwissenschaftler, sein Schwerpunkt ist die Sprache der Ungarn in der Slowakei. Er studierte an der Universität Debrecen.
Lanstyák bekam seinen PhDr. im Jahr 1989 und seinen PhD. 1995 an der Comenius-Universität Bratislava. Er unterrichtet an der Comenius-Universität und publiziert in Bereichen der Soziolinguistik, Mehrsprachigkeit, Sprachplanung und Code-Switching.

## Bücher
- Magyar nyelvhasználat – iskola – kétnyelvűség. – 1997, Mitverfasser: Gizella Szabómihály
- Nyelvünkben – otthon – 1998[1]
- A magyar nyelv szlovákiai változatainak sajátosságai. – 1998
- Tanulmányok a kétnyelvűségről – 1998, Mitverfasser: Szabolcs Simon[2]
- A magyar nyelv Szlovákiában. – 2000
- Magyar nyelvtervezés Szlovákiában. Tanulmányok és dokumentumok. – 2002, Mitverfasser: Gizella Szabómihály
- Tanulmányok a kétnyelvűségről II. – 2004, Mitverfasser: József Menyhárt[3]
- Tanulmányok a kétnyelvűségről III. – 2005, Mitverfasser: József Menyhárt[4]
- Nyelvből nyelvbe – Tanulmányok a szókölcsönzésről, kódváltásról és fordításról – 2006[5]